# Atom międzywęzłowy
Atom międzywęzłowy – atom zajmujący pozycję poza węzłami sieci krystalicznej. Jest rodzajem defektu punktowego w sieci krystalicznej. Atomem międzywęzłowym może być zarówno rodzimy atom, jak i atom domieszki.
Istnienie takich defektów w strukturach krystalicznych jest przyczyną dwóch ważnych mechanizmów dyfuzji w ciałach stałych: międzywęzłowego bezpośredniego i pośredniego.
Mechanizm międzywęzłowy bezpośredni dyfuzji w kryształach polega na bezpośrednich przeskokach atomów międzywęzłowych z jednej pozycji międzywęzłowej do drugiej, sąsiedniej. Wędrującym atomem międzywęzłowym może być zarówno rodzimy atom {\displaystyle M_{i},} jak i atom domieszki {\displaystyle F_{i}.}
Mechanizm międzywęzłowy pośredni dyfuzji w kryształach polega na tym, że atom zajmujący węzeł sieci, znajdujący się w bezpośrednim sąsiedztwie atomu międzywęzłowego, opuszcza swój węzeł wskutek oddziaływania sąsiednich atomów, a na jego miejsce wchodzi atom międzywęzłowy. Tak więc elementarny proces dyfuzji składa się z dwóch przesunięć dwóch różnych atomów.